# Wodyetia
Wodyetia é um género botânico pertencente à família Arecaceae. A única espécie do género é a Wodyetia bifurcata, nativa de Queensland, na Austrália.